# Bere de ghimbir

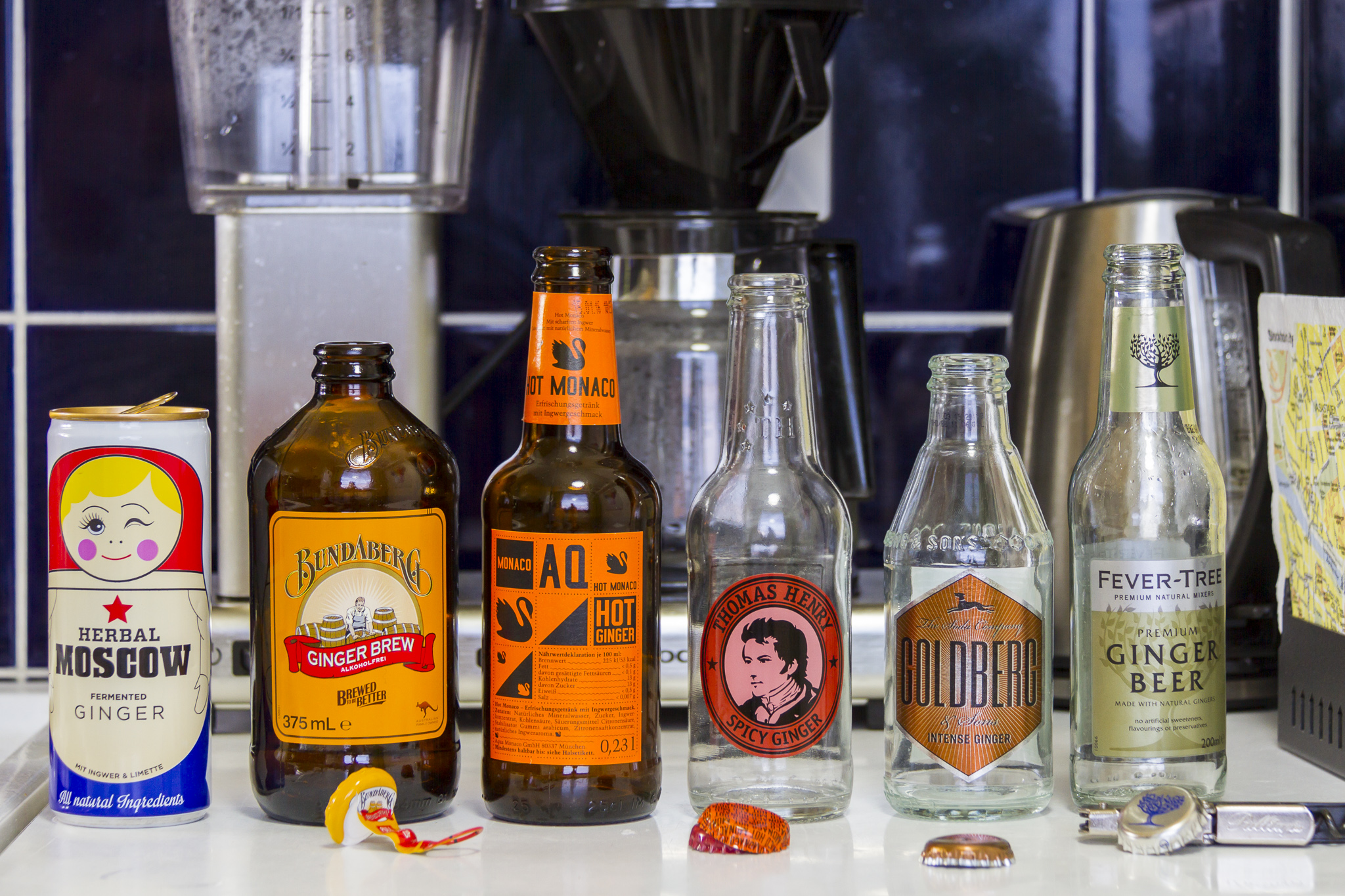
Mai multe sortimente de bere de ghimbir: sticle de Moscow Herbal, Bundaberg, Aqua Monaco, Thomas Henry, Goldberg și Fever-Tree.

Berea de ghimbir (cunoscută și ca Gingerbeer) este o băutură tradițională carbogazoasă îndulcită natural fără alcool. Acesta este produs prin fermentarea naturala de ghimbir preparate cu condimente, drojdie și zahăr.
Originile sale datează din comerțul colonial cu condimente, cu Orientul și cu producătorii de zahăr din insulele Caraibe. Acesta a fost popular în Marea Britanie și coloniile sale din secolul al 18-lea. Alte mirodenii s-au adăugat în mod diferit și orice conținut de alcool a fost limitat la 2%, de legislația fiscală a accizelor în 1855. Puțini producători de bere au menținut un produs alcoolic.
Berea de ghimbir curentă este adesea fabricată, mai degrabă decât preparată, în mod frecvent, cu adaosuri de gust și culoare. 
Berea de ghimbir este încă produs la domiciliu, folosind o colonie simbiotică de drojdie și Lactobacillus (bacterii), cunoscut sub numele de „fabrica de bere de ghimbir”.
Gingerbeer a cunoscut o creștere semnificativă în popularitate în ultimii ani, care însoțește popularitatea de cocktail-uri bazate pe ea, cum ar fi Moscow Mule și Dark 'N' Stormy.